# Wienerfilharmonikernas nyårskonsert 1984

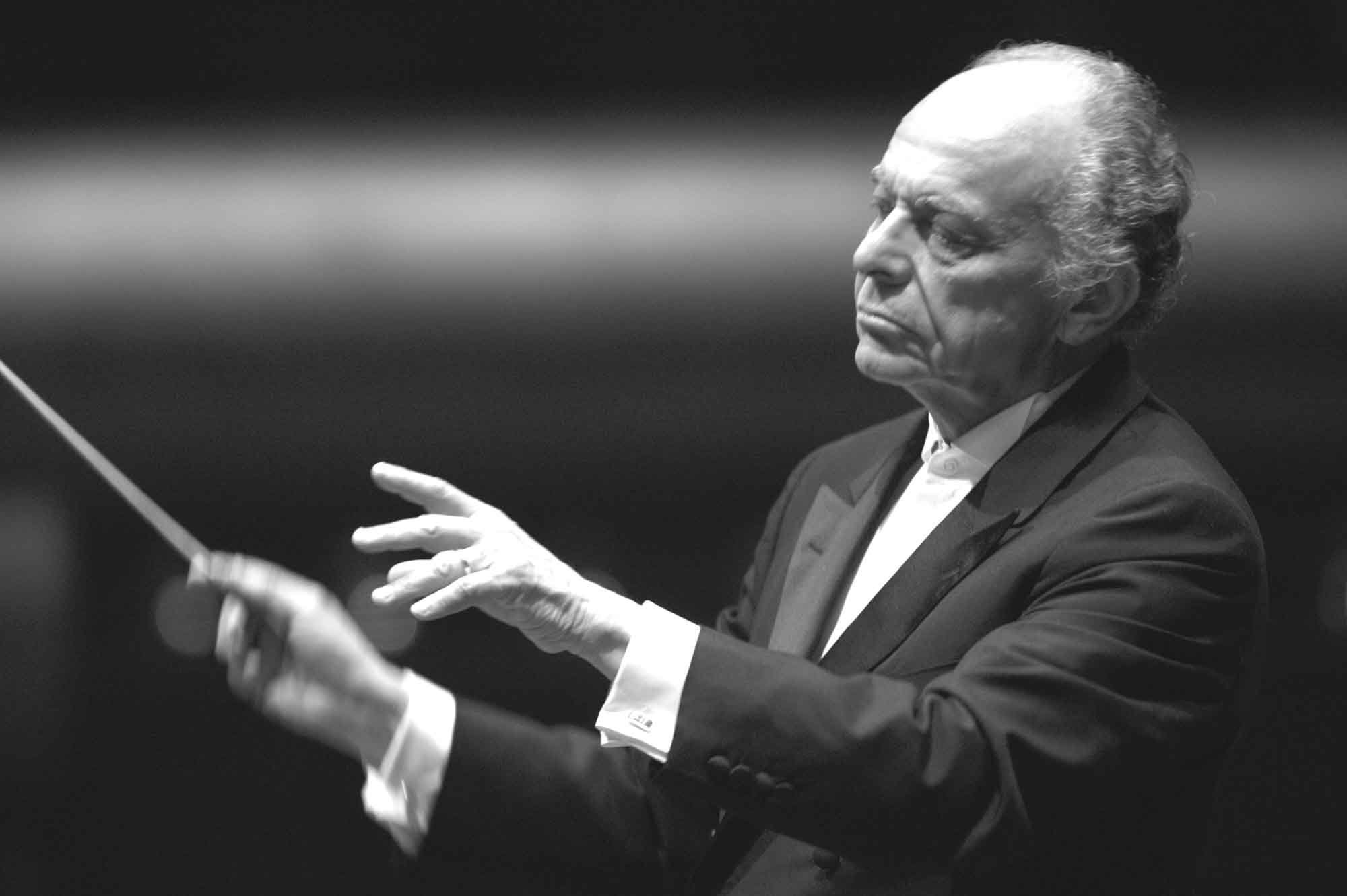
Lorin Maazel

Wienerfilharmonikernas nyårskonsert 1984 räknas som den 44:e Nyårskonserten från Wien och ägde rum den 1 januari 1984 i Wiens Musikverein. Det var den 26:e nyårskonserten vars 2:a del sändes på TV via Eurovision. Dirigent var för femte gången Lorin Maazel, som 1980 övertog uppgiften efter den legendariske Willi Boskovsky. Maazel skulle komma att dirigera alla nyårskonserter från 1982 till 1986.

## Historia
Strikt räknat var det Wienerfilharmonikernas 39:e nyårskonsert, eftersom det inte var förrän 1946 som Josef Krips introducerade denna titel, som behölls 1947 och därefter. Dessutom var det den 45:e Årsskifteskonserten, då det vid årsskiftet 1939/40 gavs en Außerordentliches Konzert (extraordinär konsert) av Wienerfilharmonikerna, som dock ägde rum på nyårsafton 1939. 
Enskilda musikstycken ackompanjerades av balettinspelningar. Medlemmar ur baletten i Wiener Staatsoper dansade i koreografi av Gerlinde Dill.

## Program

### 1:a delen
1. Johann Strauss den yngre: Ouvertyr till operetten Die Fledermaus
2. Johann Strauss den äldre: Beliebte Annen-Polka, op. 137
3. Johann Strauss den yngre: Nordseebilder, Vals, op. 390
4. Josef Strauss: Heiterer Muth, Polka française, op. 281
5. Josef Strauss: Allerlei, Polka schnell, op. 219*

### 2:a delen
1. Franz von Suppé: Ouvertyr till operetten Dichter und Bauer*
2. Josef Strauss: Brennende Liebe, Polka mazur, op. 129
3. Josef Strauss: Auf Ferienreisen, Polka schnell, op. 133
4. Johann Strauss den yngre: Liebeslieder, Vals, op. 114
5. Johann Strauss den yngre: Scherz-Polka, op. 72*
6. Johann Strauss den yngre: Csárdás ur operan Ritter Pásmán, op. 441
7. Johann Strauss den yngre: Annen-Polka, op. 117
8. Johann Strauss den yngre: Wiener Blut, Walzer, op. 354

### Extranummer
1. Johann Strauss den yngre: Auf der Jagd, Polka schnell, op. 373
2. Johann Strauss den yngre: An der schönen blauen Donau, Vals, op. 314
3. Johann Strauss den äldre: Radetzkymarsch, op. 228

Verkförteckningen och verkens ordning finns på Wienerfilharmonikernas webbplats.
De verk markerade med * stod för första gången på programmet till en nyårskonsert.

## Medverkande
- Lorin Maazel, Dirigent
- Wienerfilharmonikerna

## Weblänkar
- Programmet till nyårskonserten 1984 på wienerphilharmoniker.at